# Zwarte zwaardwalvis
De zwarte zwaardwalvis (Pseudorca crassidens) is een van de grotere leden van de dolfijnenfamilie. Zijn naam dankt hij aan de gelijkenis met de echte zwaardwalvis, de orka. Samen met de grienden en de zwaardwalvissen worden ze vaak bij de onderfamilie Globicephalinae ingedeeld.

## Beschrijving
De zwarte zwaardwalvis heeft een donkere tot leigrijze kleur. De keel en borst zijn wat bleker en de rugvin en vinnen zijn donkerder. De rugvin is hoog en sikkelvormig. De borstvinnen zijn lang en gepunt. In het midden zijn deze gebogen. De kop is lang, slank en afgerond. De zwarte zwaardwalvis wordt 370 tot 590 centimeter lang en 1,2 tot 2 ton zwaar. Het mannetje wordt langer dan het vrouwtje, gemiddeld ongeveer 90 centimeter.

## Gedrag en verspreiding
De zwarte zwaardwalvis komt voor in alle gematigde en tropische zeeën ter wereld, maar heeft een voorkeur voor warmer water. Hij leeft meestal in open zee, maar komt ook in de Rode Zee en de Middellandse Zee voor. Hij leeft meestal in groepen van tien tot vijftig dieren. Deze groepen vertonen een ingewikkelde sociale structuur, hoewel de binding minder sterk is dan bij de orka. In Nieuw-Zeeland werden groepen bestaande uit zwarte zwaardwalvissen en tuimelaars waargenomen - het is echter niet duidelijk of het om een sociale of mutualistische band gaat of om een parasitaire levensstijl van een van beide soorten. Hun samenwerking maakt hen alerter voor predatoren. De zwarte zwaardwalvis strandt vaak in grote aantallen.
Hij jaagt op zeekat, kabeljauw en tonijn, en af en toe valt hij ook andere dolfijnensoorten aan. Eén keer is gezien dat een groep zwarte zwaardwalvissen een bultrugkalf aanviel. Ook is een groep gefilmd die een jonge haai opjoeg en te pakken kreeg.
De zwarte zwaardwalvis is een snelle zwemmer die vaak uit het water opspringt en het gezelschap van boten opzoekt.
Na een draagtijd van 11 tot 15½ maand wordt één jong geboren. Bij de geboorte is het jong 170 tot 193 centimeter lang. Na achttien maanden wordt het gespeend. Meestal zit er drie jaar tussen de worpen. De zwarte zwaardwalvis is geslachtsrijp na acht tot veertien jaar. Hij wordt gemiddeld veertig tot maximaal zestig jaar oud.

## Invloed van de mens
De zwarte zwaardwalvis wordt een enkele keer bejaagd in de zeeën rond China, Japan, Indonesië en het Caribisch gebied; af en toe raakt hij verstrikt in visnetten. Vissers zien de soort als concurrent, aangezien hij vaak de tonijnen en makrelen vangt als deze door de schepen worden binnengehaald.
De zwarte zwaardwalvis wordt vaak in dolfinaria gehouden.